# Informační kiosek

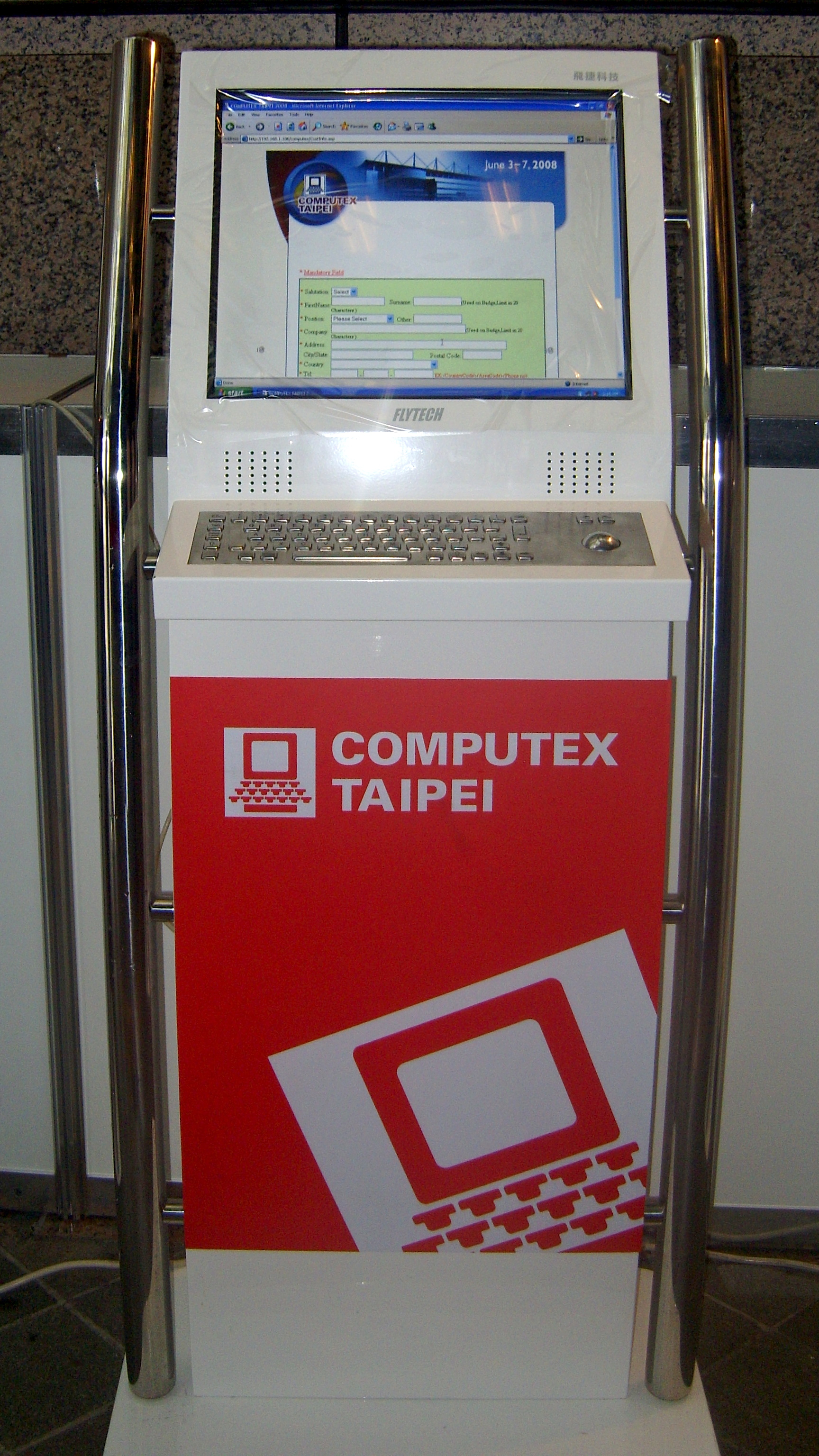
Kiosek umožňující registraci návštěvníků na počítačové výstavě Computex v Tchaj-peji (2008)

Informační kiosek (elektronický kiosek, interaktivní kiosek, informační panel) je elektronické zařízení, které na svém displeji zobrazuje určité informace. Informační kiosek je možné najít jak na veřejně přístupných místech dostupné široké veřejnosti, tak v soukromých subjektech jako jsou například firmy, muzea, galerie, kde bývají k dispozici omezenému publiku. Jejich konstrukce často bývá z odolného kovu se zabudovaným počítačem, k jehož ovládání obvykle slouží dotyková obrazovka (display). Odolná, uzamykatelná konstrukce ochraňuje kiosek před neoprávněným vniknutí a poškození. Vestavěný počítač obstarává chod a funkci kiosku. Dotykový display je vytvořený tak, aby zajistil snadné a intuitivní ovládání. Informační kiosky splňují spoustu užitečných funkcí, jako je chod 24 hodin denně, 7 dní v týdnu, 365 dní v roce. Často jsou uzpůsobené pro hendikepované a seniory, bývají v provedení anti-vandal, jsou k dostání v různých velikostech displejů, jsou buď s klimatizací či bez ní, v závislosti na použité technologii. Pro případy výpadku elektřiny mají k dispozici UPS, umožňují zvětšení zobrazovaného obsahu, disponují dostatečnou svítivostí obrazovky (pro čtení na slunci) a další mají spoustou dalších funkcí. Některé elektronické kiosky mají k dispozici různé přídavné funkce, jako například možnost předčítání textu hlasem, samo-dezinfekční ochranu, tisk dokumentů, Wi-Fi hotspot, veřejný nabíjecí USB port, platební terminály a jiné. Elektronické kiosky lze pořídit ve variantách vertikální i horizontální, jednostranné či oboustranné, závěsné či stojanové, externí či interní.
Obce a města často využívají elektronické kiosky ke čtení zpráv z úřední desky i dalších aplikací, jako je webová prezentace obce, jízdní řády, mapy, turistické informace apod. Tento trend začíná být stále častější. Jednak je to pohodlné pro pracovníky úřadu, kteří nemusí řešit problémy s vyvěšováním a se svěšováním dokumentů, jednak je to komfortní řešení pro občana, který si může dokumenty číst v jakoukoliv denní hodinu a počasí. Využitím elektronického kiosku pro čtení dokumentů z úřední desky zcela nahrazuje klasickou „fyzickou“ kamennou úřední desku. Pokud se obec rozhodne nahradit svou vitrínovou kamennou úřední desku elektronickým kioskem, pak musí zajistit, aby na první pohled bylo očividné, že se jedná o úřední desku a zobrazené informace musí splňovat všechny legislativní podmínky.